# Giorgio Conte
Giorgio Conte (Asti, 23 de abril de 1941) es un cantautor, compositor y escritor italiano. Hermano menor de Paolo Conte. En la actualidad, la actividad musical de Giorgio Conte es conocida, además de en Italia, en el resto de Europa y en Canadá.

## Carrera artística
Durante su juventud concilia los estudios de derecho con la pasión por el jazz, la música popular y la canción francesa que le transmitieron sus padres.

Sus primeras experiencias musicales muestran a Giorgio a la batería y a su hermano, Paolo en el vibráfono del mismo grupo.
Pero poco tiempo después, sus caminos se separan y Giorgio continúa componiendo canciones de gran éxito cantadas por numerosos cantantes como Mia Martini (Agapimu), l'Equipe 84 (Una giornata al mare), Rosanna Fratello (Non sono Maddalena), Gipo Farassino (La mia gente, Girano).
Debuta como cantautor en 1983 con Zona Cesarini, seguida en 1987 por L'erba di San Pietro; sin embargo, su actividad de compositor continúa, escribiendo para Ornella Vanoni, Mina (Tir y Il plaid), y Francesco Baccini (Qua qua quando y La giostra di Bastian). Contribuyendo también con su voz, escribe para Loretta Goggi (Fuori ci sono i lupi) y para Rossana Casale (Davvero propizio il giorno per il Toro e il Capricorno).
Paralelamente, participa en un programa radiofónico, Quelli che la radio (de la RAI Radio 2), y se dedica al teatro (gira con Bruno Gambarotta).
En 1993, después de su participación en el Premio Tenco, decide abandonar el bufete de abogados para dedicarse exclusivamente a los conciertos.
Es el comienzo de una profusa lista de conciertos de gran éxito, principalmente en otros países europeos y no volverá a los escenarios italianos hasta 1999.Publica varios discos celebrados por la crítica y el público más exigente.
En 2007, Excelsior 1881 publica la selección de relatos Sfogliar verze con la que obtendrá el premio literario “L’intruso”, en Costa Smeralda.
A comienzos del otoño de 2011 sale su nuevo álbum de temas inéditos, C.Q.F.P., con doce canciones delicadas y poéticas, tanto o más que de costumbre, así como una canción (Monticone) escrita y musicalizada por su hermano.
En noviembre de 2011, Cairo Editore publica su nuevo libro Un trattore arancio.

## Discografía y Publicaciones

### Álbumes
- 1982: Zona Cesarini (Ariston Records, ARLP 12395)
- 1987: L'erba di San Pietro (Fonit Cetra, LPX 175)
- 1993: Giorgio Conte
- 1995: Concerto Live
- 1997: La vita fosse
- 1999: Eccomi qua...
- 2000: L'ambasciatore dei sogni
- 2003: Il Contestorie (Storie di note, SDN 030)
- 2004: The best of (live 2004)
- 2011: C.Q.F.P.

### Libros
- 2007: Sfogliar Verze (Excelsior 1881)
- 2011: Un trattore arancio (Cairo Editore)